# I'm Real
"I'm Real" é uma canção da cantora americana Jennifer Lopez, do seu álbum J.Lo de 2001, lançado como single em 2001. A versão remix (apesar de ter o título de remix, uma canção completamente diferente do "I'm Real" original) intitulada "I'm Real (Murder Remix)", também foi lançada como single em parceria com o rapper Ja Rule em 2001. "I'm Real (Murder Remix)" foi incluída no álbum J to tha L-O!: The Remixes, lançado em 2002 e em Pain is Love, de 2001.

## Videoclipe
Os dois videoclipes da música foram dirigidos por Dave Meyers e foram lançados em 2001. No clipe da música original, Jennifer anda e canta em cima de uma moto. O rapper Ja Rule não participa da música na versão original, mas ele aparece no final do videoclipe. Já no clipe de "I'm Real (Murder Remix)", Jennifer e o rapper Ja Rule cantam juntos.

## Faixas e formatos
Europa CD single
1. "I'm Real" (Murder Remix com Ja Rule) – 4:21
2. "I'm Real" (Album Version) – 4:57
3. "I'm Real" (Warren Clarke's Club Mix) – 7:01
4. "I'm Real" (Dreem Teem Master) – 4:09
5. "I'm Real" (D.MD Strong Club) – 10:55

Reino Unido CD single
1. "I'm Real" (Radio Edit) – 3:16
2. "I'm Real" (Warren Clarke's Club Mix) – 7:01
3. "Let's Get Loud" – 4:00
4. "I'm Real" (videoclipe)

Austrália CD single
1. "I'm Real" (Murder Remix com Ja Rule) – 4:19
2. "I'm Real" (Radio Edit) – 3:16
3. "I'm Real" (Dezrock Vocal Radio Edit) – 3:38
4. "I'm Real" (Dreem Teem UK Garage Mix)" – 5:23
5. "I'm Real" (D.MD Strong Club) – 10:56
6. "I'm Real" (Pablo Flores Euro Dub) – 9:39

## Prêmios e indicações
| Ano  | Prêmiação                    | Categoria                  | Resultado |
| ---- | ---------------------------- | -------------------------- | --------- |
| 2002 | VIVA Comet Awards            | Melhor Vídeo Internacional | Indicado  |
| 2002 | Billboard Latin Music Awards | Single Latino Dance do Ano | Indicado  |
| 2002 | MTV Video Music Awards       | Melhor Vídeo de Hip-Hop    | Venceu    |

## Desempenho
| Tabelas musicais (2001-2002)                     | Melhor posição |
| ------------------------------------------------ | -------------- |
| Áustria - Ö3 Austria Top 40                      | 25             |
| Bélgica - Belgian Ultratop 50 Singles (Flanders) | 8              |
| Bélgica - Belgian Ultratop 40 Singles (Wallonia) | 5              |
| Canadá - Canadian Singles Chart                  | 6              |
| Países Baixos - Dutch Top 40                     | 3              |
| Europa - European Hot 100 Singles                | 9              |
| Finlândia - Finnish Singles Chart                | 16             |
| Alemanha - German Singles Chart                  | 11             |
| Irlanda - Irish Singles Chart                    | 13             |
| Itália - Italian FIMI Singles Chart              | 16             |
| Nova Zelândia - New Zealand RIANZ Singles Chart  | 3              |
| Noruega - Norwegian Singles Chart                | 4              |
| Suécia - Swedish Singles Chart                   | 8              |
| Suíça - Swiss Singles Chart                      | 6              |
| Reino Unido - UK Singles Chart                   | 4              |
| Estados Unidos - Billboard Hot 100               | 1              |
| Estados Unidos - Hot R&B/Hip-Hop Songs           | 2              |
| Tabelas musicais (2002)                          | Melhor posição |
| Austrália - Australian ARIA Singles Chart        | 3              |
| Dinamarca - Danish Singles Chart                 | 8              |
| França - French SNEP Singles Chart               | 3              |
| Roménia - Romanian Top 100                       | 20             |

### Vendas e certificações
| País          | Certificadora | Certificação | Vendas  |
| ------------- | ------------- | ------------ | ------- |
| Austrália     | ARIA          | Platina      | 70.000  |
| França        | SNEP          | Prata        | 171.000 |
| Nova Zelândia | RIANZ         | Ouro         | 7.500   |